# شون داي
شون داي هو لاعب هوكي الجليد كندي، ولد في 9 يناير 1998 في لوفان في بلجيكا.

## وصلات خارجية
- شون داي على موقع دوري الهوكي الوطني (الإنجليزية)
- شون داي على موقع EliteProspects.com (الإنجليزية)
- شون داي على موقع HockeyDB.com (الإنجليزية)
- شون داي على موقع Hockey-Reference.com (الإنجليزية)